# Malva hispanica
Malva hispanica es una especie de planta herbácea del género Malva, dentro de la familia Malvaceae, es nativa de la cuenca del Mediterráneo y África. 

## Descripción
Es una pequeña planta herbácea que se diferencia de Malva aegyptia L. y Malva trifida Cav., por sus hojas ovado-suborbiculares, enteras o ligeramente lobadas, las flores son todas axilares y solitarias, y mericarpos glabros, con el dorso convexo. 

## Distribución
La planta está distribuida por el Norte de África y buena parte de la península ibérica, siendo muy rara en el norte y más frecuente en el sudoeste del territorio. 

## Hábitat
Habita en zonas cultivadas. Esta planta prefiere áreas cálidas de baja altitud, hasta los 180 metros. Pero no es rara en lomas de más de setecientos metros, como la de Úbeda. Tiene una forma biológica: terófita escaposa.

## Taxonomía
Malva hispanica fue descrita por Carlos Linneo y publicado en Species Plantarum  689 en el año 1753.
Citología
Números cromosomáticos de Malva hispanica  (Fam. Malvaceae) y táxones infraespecificos: 2n=24.
Etimología
Malva: nombre genérico que deriva del Latín malva, -ae, vocablo empleado en la Antigua Roma para diversos tipos de malvas, principalmente la malva común (Malva sylvestris), pero también el "malvavisco" o "altea" (Althaea officinalis) y la "malva arbórea" (Lavatera arborea). Ampliamente descritas, con sus numerosas virtudes y propiedades, por Plinio el Viejo en su Historia naturalis (20, LXXXIV).
hispanica: epíteto geográfico que alude a su localización en Hispania.
Basónimo

- Malva hispanica L., descrita en Species Plantarum  689 en el año 1753.

Sinonimia:  
- Malva hispanica var. spithamea (Cav.) DC., Prodr. 1:431 (1824)
- Malva hispanica var. spithamea (Cav.) Lázaro Ibiza & Andrés Tubilla in Anales Soc. Esp. Hist. Nat. 10: 413 (1881), comb. superfl.
- Malva spithamea Cav., Diss. 2: 61, tab. 18 fig. 3 (1786)[2][6]

## Nombres comunes
- Castellano: malva blanca, malva lustrada, malvilla.[2]